# Albatros L 82
L'Albatros L 82 fu un aereo da turismo e da addestramento ad uso civile, monomotore, biposto e biplano, sviluppato dall'azienda aeronautica tedesca Albatros Flugzeugwerke GmbH nei tardi anni venti.
Utilizzato da piloti privati in alcune competizioni aeree del periodo riservate a velivoli di quella classe, venne adottato anche dalla Deutsche Verkehrsfliegerschule (DVS), organizzazione paramilitare legata al Partito nazista, per la formazione dei futuri piloti della Lutwaffe.

## Tecnica
L'L 82 riproponeva un'impostazione, per l'epoca, convenzionale: monomotore biposto a velatura biplana e carrello fisso.
La fusoliera era caratterizzata dalla presenza di due abitacoli separati aperti e protetti da un piccolo parabrezza, destinati al pilota ed al passeggero o istruttore di volo. Posteriormente terminava in un caratteristico impennaggio monoderiva che presentava l'elemento orizzontale posizionato davanti a quello verticale.
Le velatura era biplana, caratterizzata dalle ali superiore, posizionata alta a parasole, ed inferiore, posizionata bassa sulla fusoliera, di identica forma e dimensione e collegate tra loro da una coppia di montanti ad "N", uno per lato, integrati da tiranti in cavetto d'acciaio.
Il carrello d'atterraggio era un biciclo fisso, anteriormente caratterizzato dalle due ruote indipendenti montate su un complesso tubolare ammortizzato, integrato posteriormente da un pattino d'appoggio, anch'esso ammortizzato, posizionato sotto la coda.
La propulsione era affidata ad un singolo motore posizionato al vertice anteriore della fusoliera, che nelle varie versioni che si sono succedute variarono per architettura, quantità di cilindri e sistema di raffreddamento, tutti comunque abbinati ad un'elica bipala.

## Impiego operativo
Il prototipo (marche D-1704) ed un L 82b di serie (D-1706) presero parte all'edizione del 1929 del Challenge International de Tourisme, prima competizione internazionale organizzata dalla Fédération Aéronautique Internationale (FAI) riservata a quella tipologia di velivoli, che si svolse con partenza da Parigi tra il 4 ed il 16 agosto di quell'anno. I due esemplari non ebbero però molto successo: il D-1704, pilotato da Karl Ziegler, rimase distrutto in un incidente il 10 agosto a Turnu Severin, in Ungheria, mentre il D-1706, pilotato da Werner Junck, pur completando tutte le prove riuscì a concludere solamente al 27º posto.

## Versioni
L 82a
prototipo, equipaggiato con un motore in linea de Havilland Gipsy, realizzato in un esemplare.
L 82b
versione equipaggiata con un motore radiale Siemens-Halske Sh 13, realizzato in un esemplare.
L 82c
versione di produzione in serie, equipaggiata con un motore radiale Siemens-Halske Sh 14, realizzato in 15 esemplari.

## Utilizzatori
Germania
- Deutsche Verkehrsfliegerschule